# Yannick Lafforgue
Pour les articles homonymes, voir Lafforgue.
Pas d'image ? Cliquez ici

a Compétitions nationales et continentales officielles uniquement.

Dernière mise à jour le 27 août 2015.
Yannick Lafforgue, né le 4 novembre 1982 à Toulouse, est un joueur de rugby à XV évoluant au poste de demi d'ouverture  (1,80 m pour 84 kg). Buteur.

## Clubs successifs
- 2001-2004 :  AS Béziers jusqu'en 2004 (centre de formation).
- 2004-2006 : FC Auch
- 2006-2010 : Stade montois
- 2010-2015 : US Colomiers
- Depuis 2015 : US L'Isle-Jourdain

## Palmarès
- International -19 ans : vice-champion du monde 2001 au Chili, face à la Nouvelle-Zélande.
- International -21 ans.
- Vainqueur du Bouclier européen avec le FC Auch en 2005 face à Worcester[2]